# Edward Hamilton, 4. Baronet
Sir Edward Archibald Hamilton, 4. Baronet (* 26. Januar 1843; † 19. Oktober 1915) war ein britischer Adliger und Militär.
Er war der Sohn des John James Edward Hamilton (1808–1847) und der Favoretta Corbett.
Im April 1860 trat er in die British Army ein und erwarb ein Offizierspatent als Ensign und Lieutenant der Coldstream Guards. Im Oktober 1865 erwarb er eine Beförderung zum Lieutenant und Captain. Im Mai 1867 veräußerte er seinen Offiziersposten und schied er aus der regulären Armee aus, und trat im September 1867 als Lieutenant des Shropshire Regiment of Militia in die Miliz ein, wo er im Januar 1868 zum Captain befördert wurde.
Beim Tod seines Großvaters väterlicherseits, dem Admiral Sir Edward Hamilton, 1. Baronet (1772–1851), erbte er 1851 den Titel 2. Baronet, of Trebinshun House in the County of Brecon, der diesem 1819 in der Baronetage of the United Kingdom verliehen worden war. Beim Tod seines Großcousins Sir Charles Hamilton, 3. Baronet erbte er 1892 auch den Titel 4. Baronet, of Marlborough House in the County of Southampton, der 1776 seinem Urgroßvater John Hamilton verliehen worden war. Die beiden Titel blieben fortan vereinigt, bis sie 2008 beim Tod seines Enkels des 7. Baronets erloschen.
Am 28. Mai 1867 heiratete er Mary Elizabeth Gill. Mit ihr hatte er zwei Söhne:
- Sir Charles Edward Archibald Watkin Hamilton, 5. Baronet (1876–1939);
- Sir Thomas Sydney Perceval Hamilton, 6. Baronet (1881–1966).